# Phường 3, Phú Nhuận
Phường 3 là một phường thuộc quận Phú Nhuận, Thành phố Hồ Chí Minh, Việt Nam.
Phường 3 có diện tích 0,18 km², dân số năm 2021 là 8.146 người,  mật độ dân số đạt 45.255 người/km².